# Bretignolles-sur-Mer

Brétignolles-sur-Mer este o comună în departamentul Vendée, Franța. În 2009 avea o populație de 4,127 de locuitori.